# Jürgen Vogel
Jürgen Peter Vogel [ˈjʏʁɡn̩ ˈpeːtɐ ˈfoːɡl̩] est un acteur allemand né le 29 avril 1968 à Hambourg.

## Biographie
Jürgen Vogel est né dans une famille modeste de Hambourg. Enfant, il débute comme modèle photo. À 16 ans, il est retenu pour le film Kinder aus Stein (Les Enfants de pierre). Un an après, en 1985, il part s'installer à Berlin où il partage un appartement avec l'acteur allemand Richy Müller. D'après ses propos, c'est en regardant Taxi Driver qu'il fut inspiré par le métier d'acteur. Sa carrière décolle véritablement en 1991 avec le film Kleine Haie.
Il a obtenu un Ours d'argent en 2006 pour son travail en tant qu'acteur, coauteur et coproducteur du film Le Libre Arbitre. Le public français le découvre en 2007 avec Le Bonheur d'Emma.
En 2008, Jürgen Vogel revient dans La Vague. Dans ce film, il joue le rôle d'un professeur qui instaure un régime totalitaire dans sa classe afin de montrer à ses élèves à quel point il est facile d'instaurer une dictature. S’il n’a pas reçu de réelle formation de comédien, Jürgen Vogel est pourtant un des acteurs allemands les plus en vogue de sa génération. En 2005, il incarne le chanteur d'un groupe de rock, Hansen band, dans Keine Lieder über Liebe, et entame en parallèle plusieurs tournées avec ce groupe.

## Filmographie partielle

### Télévision

#### Téléfilms
- 1986 : Kinder aus Stein – de Volker Maria Arend
- 1998 : Der Pirat
- 2007 : L'Ordre des Pirates (Die Schatzinsel) de Hansjörg Thurn : Israel Hands
- 2009 : Braqueurs d'hiver (Zwölf Winter) de Thomas Stiller : Michael Roth
- 2011 : La Faille du diable (Die Stunde des Wolfes) de Matthias Glasner : Henry Thalberg

#### Séries télévisées
- 2005 : Tatort (5 épisodes)
- 2009 - 2011 : Schillerstraße (35 épisodes)
- 2013 : Une équipe de choc (Ein starkes Team) (saison 1, épisode 55 : Die Frau im roten Kleid) : Werner Milatowski
- 2013 : Das Adlon. Eine Familiensaga d'Uli Edel
- 2018 : The Team (saison 2) : Gregor Weiss

### Cinéma
- 1992 :  Petit requin de Sönke Wortmann
- 1994 : Le Pandore d'Urs Odermatt
- 1996 :  Sexy Sadie de Matthias Glasner : Edgar
- 1997 : La vie est un chantier (Das Leben ist eine Baustelle) de Wolfgang Becker : Jan Nebel
- 2000 : Zornige Küsse de Judith Kennel : Père Bachmann
- 2001 : Émile et les Détectives (Emil und die Detektive) de Franziska Buch : Max Grundeis
- 2002 : Le Défi (Nackt)
- 2003 : Rosenstrasse de Margarethe von Trotta : Arthur von Eschenbach
- 2003 : Good Bye, Lenin! de Wolfgang Becker
- 2004 : Mein Name ist Bach
- 2005 : Keine Lieder über Liebe de Lars Kraume : Markus Hansen
- 2005 : Barfuss (Barfuß) de Til Schweiger
- 2006 : Le Libre Arbitre de Matthias Glasner : Theo
- 2006 : Le Bonheur d'Emma de Sven Taddicken : Max
- 2006 : Un ami à moi (Ein Freund von mir) de Sebastian Schipper : Hans
- 2006 : Wo ist Fred? de Anno Saul : Alex
- 2007 : Le Secret de Paula de Gernot Krää : Klaus Pröllinger
- 2007 : Keinohrhasen de Til Schweiger : Lui-même
- 2008 : La Vague de Dennis Gansel : Rainer Wenger, le professeur
- 2009 : Vic le Viking (Wickie und die starken Männer) de Michael Herbig : Pi-Pi-Pi-Pirat
- 2009 : Force d'attraction (Schwerkraft) de Maximilian Erlenwein (de) : Vince Holland
- 2011 : Hotel Lux de Leander Haußmann
- 2012 : Mercy (Gnade) (Titre français : La Grâce) de Matthias Glasner
- 2013 : Tod einer Polizistin de Matti Geschonneck
- 2013 : Quellen des Lebens d'Oskar Roehler
- 2013 : Zones Intimes de Sönke Wortmann
- 2013 : Whisper : Libres comme le vent (Ostwind) de Katja von Garnier
- 2014 : Stereo de Maximilian Erlenwein
- 2014 : Tour de force (Hin und weg) de Christian Zübert : Michael
- 2017 : Iceman, de Felix Randau : Kelab

## Distinctions
- 1989 : Prix du Cinéma Bavarois -- Meilleur Jeune Acteur dans Rosamunde
- 1992 : Prix du Cinéma Bavarois -- Meilleur Acteur dans Kleine Haie
- 1997 : Prix du Cinéma allemand – Meilleur premier rôle masculin dans La vie est un chantier
- 2000 : Jupiter – Meilleure star TV
- 2001 : Adolf Grimme du Prix du Public
- 2003 : Caméra d'or – Meilleur acteur allemand
- 2006 : 42 Chicago International Film Festival -- Silver Hugo Award - Meilleur acteur dans Le Libre Arbitre
- 2006 : Festival du film de TriBeCa/New York – Meilleur Acteur pour le rôle principal dans Le Libre Arbitre
- 2006 : Ours d'argent réalisation artistique dans Le Libre Arbitre
- 2007 : Bavarian Film Award - Meilleur acteur dans Le Bonheur d'Emma
- 2007 : Ernst Lubitsch Award pour son rôle dans Ein Freund von mir et Wo ist Fred?
- 2008 : Nomination pour le 2008 European Film Awards et Meilleur Acteur dans La Vague
- 2009 : Jupiter du meilleur acteur allemand dans La Vague